# Instituto Federal do Sertão Pernambucano
O Instituto Federal de Educação, Ciência e Tecnologia do Sertão Pernambucano foi criado, de acordo com a Lei nº 11.892 de 2008, mediante transformação do Centro Federal de Educação Tecnológica de Petrolina. Sua Reitoria é instalada em Petrolina. É formado pelos campi: Petrolina, Petrolina Zona Rural, Ouricuri, Floresta, Salgueiro, Serra Talhada e Santa Maria da Boa Vista.